# ラジオペナントレースNEXT powered by ニッポン放送ショウアップナイター
ラジオペナントレースNEXT powered by ニッポン放送ショウアップナイター（ラジオペナントレースネクスト パワードバイニッポンほうそうショウアップナイター）はニッポン放送で2022年10月1日から2023年3月25日まで放送されたラジオのスポーツ番組。
なお、この項目では、2021年4月10日から2022年7月27日まで放送され、それに、2023年・2024年のナイターインにも放送されていた特別番組『ラジオペナントレース』、並びに2023年10月7日から2024年3月23日まで、並びに2024年10月5日から2025年3月29日まで放送されている『ニッポン放送ショウアップナイタースペシャル ラジオペナントレース』についても触れる。

## 概要
番組のベースは、ニッポン放送で2021年4月から10回にわたって主に『ナイタースペシャル』枠で不定期放送された『ラジオペナントレース』という特別番組である。この番組の主なコンセプトは「芸能界屈指の熱き野球ファンが集結し、溢れるチーム愛を応援で競う」もので、この番組が人気を博したことから、2022年のナイターオフ編成において、レギュラー化するもの。
この番組では、プロ野球のシーズンオフの期間において、シーズンの振り返りに加え、プロ野球ドラフト会議や秋季キャンプ、それに、次のシーズンに向けての戦力を分析したりと、いろんなテーマで、週替わりで登場するプロ野球に詳しい芸能人やタレントがトークを繰り広げるもの。
当該時間帯のナイターオフ番組として、スポーツ制作部門主導の番組が編成されるのは、2018年度の『高嶋ひでたけと里崎智也 サタデーバッテリートーク』以来となる。
なお、2021年4月-2022年7月の期間に放送された特番における最多出演は、いずれもタレントの松村邦洋と井森美幸で5回となっている。また、レギュラー番組になって以降、延べ121名のプロ野球ファンが出演している。
この番組の企画の中から、伊集院光の持ち込み企画『集まれ!野球おじさん』が、2023年4月から8月の間に『ニッポン放送ショウアップナイタースペシャル 伊集院光の集まれ!野球おじさん』として独立し、レギュラー番組として放送された。また、この番組も『ラジオペナントレース』というタイトルで2023年のナイターイン期も放送された（2023年度ナイターシーズン中は4月8日、5月20日（いずれも17:50-19:30、関東ローカル）、7月14日（17:30-20:00　一部時間帯はNRNナイターネット扱い）に放送）。
2023年・2024年ナイターオフ期は、番組タイトルを『ニッポン放送ショウアップナイタースペシャル ラジオペナントレース』に変更して放送される。

## 放送時間
ナイターインシーズン（原則4-9月）
- 当日のプロ野球のナイトゲームの開催が1試合も予定されていない日を中心に適宜放送

ナイターオフシーズン（原則10月-3月）
- 毎週土曜日 17:50-19:00（偶数月のスペシャルウィーク当該日など休止日あり）

### オフシーズンの主なコーナー
- テーマに基づいたゲストの座談
- スポーツニュースショウアップ（その日のスポーツニュースのまとめ）
- NX NIPPON EXPRESS Presents 侍ジャパンプレーヤー（過去の野球日本代表経験のある選手、あるいは2023年3月開催の2023 ワールド・ベースボール・クラシックや2024年11月に開催予定の2024プレミア12出場を目指す日本代表の候補選手を中心に、日本代表を支えるコーチや裏方スタッフなども交えて前後編を基本としたインタビュー）

## 出演者

### 特番時代

#### 2021年4月-2022年7月
（出典：）
| 放送回 | 放送日             | 出演者 ※（）内は贔屓チーム | メインMC   |
| ------ | ------------------ | --- | ---------- |
| 第1回  | 2021年4月10日放送  | 井森美幸（巨人） スピードワゴン・井戸田潤（中日） 笹木かおり（阪神） 垣花正（DeNA）                                                                                         | 小永井一歩 |
| 第2回  | 2021年5月1日放送   | さまぁ～ず・三村マサカズ（巨人） つぶやきシロー（中日） | 大泉健斗   |
| 第3回  | 2021年5月4日放送   | U字工事・益子卓郎（ヤクルト） 松村邦洋（阪神） | 煙山光紀   |
| 第4回  | 2021年6月21日放送  | 井森美幸（巨人） ますだおかだ・増田英彦（阪神） ますだおかだ・岡田圭右（オリックス） カンニング竹山（ソフトバンク） 垣花正（DeNA） AKB48・宮崎美穂（日本ハム）              | 松本秀夫   |
| 第5回  | 2021年8月12日放送  | 井森美幸（巨人） 松村邦洋（阪神） ますだおかだ・岡田圭右（オリックス） AKB48・宮崎美穂（日本ハム）                                                                          | 松本秀夫   |
| 第6回  | 2021年10月17日放送 | 出川哲朗（ヤクルト） 松村邦洋（阪神） 井森美幸（巨人） | 煙山光紀   |
| 第7回  | 2021年12月30日放送 | 出川哲朗（ヤクルト） 笹木かおり（阪神） スピードワゴン・小沢一敬（巨人） ますだおかだ・岡田圭右（オリックス） トータルテンボス・藤田憲右（ロッテ） かみじょうたけし（楽天） | 煙山光紀   |
| 第8回  | 2022年4月17日放送  | 井森美幸（巨人） スピードワゴン・小沢一敬（巨人） つぶやきシロー（中日） 松村邦洋（阪神） 笹木かおり（阪神））                                                              | 煙山光紀   |
| 第9回  | 2022年5月5日放送   | スピードワゴン・小沢一敬（巨人） 宮下純一（中日） 原愛梨（ソフトバンク） 倉持明日香（ロッテ） 宮崎美穂（日本ハム）                                                          | 清水久嗣   |
| 第10回 | 2022年7月27日放送  | U字工事・益子卓郎（ヤクルト） 松村邦洋（阪神） 宮崎瑠依（巨人） カンニング竹山（ソフトバンク） 倉持明日香（ロッテ） 伊集院光（日本ハム）                                    | 煙山光紀   |

※第3回、第9回、第10回はそれぞれナイトゲームの開催予定が組まれていないため、一部の地域を除いたNRNナイター放送ネット局（大阪府は3回ともMBSラジオ）に向けて『ナイタースペシャル』枠で同時ネットされた。ただし、第3回は火曜日の放送であり、多くのクロスネット地域は2017年までのJRNナイター全国放送の名残りでナイター中継相当の番組を放送していなかったため、MBS-R以外は通常NRNナイターのみをネットする放送局に事実上限定された。またKBCラジオは、原則として基からホークス戦のナイターが組まれていない場合は『ナイタースペシャル』のネット受けをしない原則（2023年度以後同文）に基づきネットしていない。

#### 2023年4月-2023年7月
| 放送回 | 放送日            | 出演者 ※（）内は贔屓チーム | メインMC | トークテーマ           |
| ------ | ----------------- | --- | -------- | ---------------------- |
| 第1回  | 2023年4月8日放送  | 新保友映（ヤクルト） 垣花正（DeNA） 笹木かおり（阪神） スピードワゴン・小沢一敬（巨人） 倭早希（広島） スピードワゴン・井戸田潤（中日） | 煙山光紀 |                        |
| 第2回  | 2023年5月20日放送 | 青木源太 倉持明日香 袴田彩会 May'n 森遥香 宮城弥生                                                                                      | 煙山光紀 |                        |
| 第3回  | 2023年7月14日放送 | 巨人ファン代表 井森美幸 イジリー岡田 宮崎瑠依 阪神ファン代表 松村邦洋 堀尾正明 ますだおかだ・増田英彦                                   | 煙山光紀 | ラジペナ的・伝統の一戦 |

※第3回はナイトゲームの開催予定が組まれていないため、一部の地域を除いたNRNナイター放送ネット局（大阪府は朝日放送ラジオ（ABCラジオ））に向けて『ナイタースペシャル』枠で同時ネットされた。なお17:30-18:00の関東ローカルパートは編成上は『ショウアップナイタープレイボール』扱いとして放送されていた。

#### 2024年4月-2024年7月
| 放送回 | 放送日            | 出演者 ※（）内は贔屓チーム | メインMC | トークテーマ                          |
| ------ | ----------------- | --- | -------- | ------------------------------------- |
| 第1回  | 2024年4月13日放送 | 巨人ファン代表 イジリー岡田 宮崎瑠依 ロングアイランド・松原ゆい（巨人（放送当時の所属球団）・松原聖弥選手の兄） 阪神ファン代表 堀尾正明 松村邦洋 笹木かおり                                       | 煙山光紀 | ラジペナ・伝統の一戦!                 |
| 第2回  | 2024年5月18日放送 | ますだおかだ・増田英彦（阪神） スピードワゴン・井戸田潤（中日） 宮崎美穂（日本ハム） 宮城弥生（オリックス）                                                                                       | 煙山光紀 | 愛するチームの“想定内”と“想定外”      |
| 第3回  | 2024年5月25日放送 | 井森美幸（巨人） 松村邦洋（阪神） 宮下純一（中日） 吉田恵美（中日） | 煙山光紀 | セ・パ交流戦 ”天敵”パ・リーグの倒し方 |
| 第4回  | 2024年6月8日放送  | ぺこぱ・松陰寺太勇（ロッテ） カンニング竹山（ソフトバンク） 宮崎瑠依（巨人） ますだおかだ・岡田圭右（オリックス） ますだおかだ・増田英彦（阪神）                                                  | 煙山光紀 | どうなる交流戦2024!                   |
| 第5回  | 2024年7月18日放送 | ますだおかだ・岡田圭右（オリックス） 宮城弥生（オリックス） 宮崎美穂（日本ハム） 藤江れいな（日本ハム） イジリー岡田（巨人） 白戸ゆめの（巨人） スピードワゴン・井戸田潤（中日） 百道あん（中日） | 煙山光紀 | プロ野球の前半戦振り返り              |

第5回はナイトゲームの開催予定が組まれていないため、一部の地域を除いたNRNナイターネット各局に向けても『ナイタースペシャル』枠で同時ネットされる（大阪地区は朝日放送ラジオ・MBSラジオともに、また中京圏の東海ラジオ放送も自社制作番組編成のため未ネット。またこの年から金曜ナイターのみとなった和歌山放送・RSKラジオ・南日本放送も未ネット）。

#### 2025年4月-
| 放送回 | 放送日            | 出演者 ※（）内は贔屓チーム | メインMC | トークテーマ                      |
| ------ | ----------------- | --- | -------- | --------------------------------- |
| 第1回  | 2025年4月12日放送 | 宮崎瑠依 宮城弥生 笹木かおり 吉田恵美 大寺かおり                                                                                  | 煙山光紀 | 開幕から2週間のプロ野球を振り返る |
| 第2回  | 2025年5月2日放送  | 菖蒲理乃 せきぐちりさ 倭早希 宮城弥生 淡輪ゆき 小鹿原琳乃                                                                         | 煙山光紀 | プロ野球お宝自慢選手権            |
| 第3回  | 2025年6月21日放送 | 髙橋尚成 イジリー岡田 はなわ 宮崎瑠依                                                                                             | 煙山光紀 | ジャイアンツスペシャル            |
| 第4回  | 2025年7月22日放送 | せきぐちりさ（阪神） 林家三平（巨人） つぶやきシロー（中日） 宮崎美穂（日本ハム） 大寺かおり（ソフトバンク） 倉持明日香（ロッテ） | 煙山光紀 | プロ野球前半戦通信簿              |

### レギュラー番組時代

#### 2022年度ナイターオフ
| 放送回 | 放送日         | 出演者 ※（）内は贔屓チーム                                                                                             | メインMC | トークテーマ                                                              | 侍ジャパンプレーヤー インタビューゲスト |
| ------ | -------------- | --- | -------- | ------------------------------------------------------------------------- | --- |
| 第1回  | 2022年10月1日  | 笹木かおり（阪神） スピードワゴン・井戸田潤（中日） スピードワゴン・小沢一敬（巨人） 倭早希（広島）                    | 煙山光紀 | セ・リーグ3位争い                                                         | 里崎智也（2006 ワールド・ベースボール・クラシック日本代表 元ロッテ ショウアップナイターレギュラー解説者）                                  |
| 第2回  | 2022年10月8日  | 井森美幸 つぶやきシロー 垣花正 いけだてつや 笹木かおり 新保友映 倭早希                                                 | 煙山光紀 | 井森持ち込み企画・仮想ドラフト会議                                        | 里崎智也（2006 ワールド・ベースボール・クラシック日本代表 元ロッテ ショウアップナイターレギュラー解説者）                                  |
| 第3回  | 2022年10月15日 | 黒羽麻璃央（楽天） 倉持明日香（ロッテ） 森遥香（西武）                                                                 | 煙山光紀 | パ・リーグ特集                                                            | 谷繁元信（2006 ワールド・ベースボール・クラシック日本代表 元大洋・横浜→中日 ショウアップナイターレギュラー解説者）                         |
| 第4回  | 2022年11月5日  | 井森美幸 袴田彩会 いけだてつや                                                                                         | 煙山光紀 | 仮想ドラフト会議反省会                                                    | 谷繁元信（2006 ワールド・ベースボール・クラシック日本代表 元大洋・横浜→中日 ショウアップナイターレギュラー解説者）                         |
| 第5回  | 2022年11月12日 | ますだおかだ・岡田圭右 板野友美（ヤクルト・高橋奎二夫人） 新保友映 森遥香                                              | 煙山光紀 | おめでとう日本一オリックス・バファローズ                                  | 伊藤大海（2020年東京オリンピック（開催・2021年）日本代表 日本ハム投手）                                                                    |
| 第6回  | 2022年11月19日 | 伊集院光 さまぁ～ず・三村マサカズ 松村邦洋 つぶやきシロー 田尾安志                                                     | 煙山光紀 | 伊集院持ち込み企画・集まれ!野球おじさん                                   | 伊藤大海（2020年東京オリンピック（開催・2021年）日本代表 日本ハム投手）                                                                    |
| 第7回  | 2022年11月26日 | 倉持明日香 髙部瑛斗 (千葉ロッテマリーンズ選手) 山口航輝 (千葉ロッテマリーンズ選手)                                     | 煙山光紀 | 1時間まるごと千葉ロッテスペシャル                                         | 山﨑颯一郎（2018 WBSC U-23ワールドカップ日本代表 オリックス投手）                                                                          |
| 第8回  | 2022年12月3日  | スピードワゴン・井戸田潤 つぶやきシロー 宮下純一 May'n                                                                 | 煙山光紀 | 1時間まるごと中日ドラゴンズスペシャル                                     | 山﨑颯一郎（2018 WBSC U-23ワールドカップ日本代表 オリックス投手）                                                                          |
| 第9回  | 2022年12月10日 | 井森美幸 宮崎瑠依 倉持明日香                                                                                           | 煙山光紀 | 芸能界野球クイズ女王決定戦                                                | 牧秀悟（元大学日本代表 DeNA内野手） |
| 第10回 | 2022年12月17日 | ますだおかだ・増田英彦 ますだおかだ・岡田圭右 垣花正 宮崎美穂 袴田彩会 宮崎瑠依 笹木かおり                             | 煙山光紀 | ウチのファンになりませんか?                                               | 牧秀悟（元大学日本代表 DeNA内野手） |
| 第11回 | 2022年12月31日 | ますだおかだ・増田英彦 ますだおかだ・岡田圭右 垣花正 宮崎美穂 袴田彩会 宮崎瑠依 笹木かおり                             | 煙山光紀 | 2022球界重大ニュース                                                      | 宮城大弥（オリックス投手） |
| 第12回 | 2023年1月7日   | 新保友映 倭早希 May'n                                                                                                  | 煙山光紀 | イケてるメンズ・ベストナイン                                              | 宮城大弥（オリックス投手） |
| 第13回 | 2023年1月14日  | 井森美幸 宮崎瑠依 青木源太（巨人・元日本テレビアナウンサー） 亀井善行コーチ（読売巨人軍） 山口鉄也コーチ（読売巨人軍） | 煙山光紀 | まるごと!ジャイアンツスペシャル                                           | 西岡剛（2006 ワールド・ベースボール・クラシック日本代表 元ロッテ→阪神 現福岡北九州フェニックス監督）                                       |
| 第14回 | 2023年1月21日  | 伊集院光 ますだおかだ・岡田圭右 松村邦洋 真中満（ショウアップナイター解説者） 松本秀夫                                 | 煙山光紀 | 伊集院持ち込み企画・集まれ!野球おじさん・第2弾                            | 西岡剛（2006 ワールド・ベースボール・クラシック日本代表 元ロッテ→阪神 現福岡北九州フェニックス監督）                                       |
| 第15回 | 2023年1月28日  | 松村邦洋 スピードワゴン・小沢一敬 U字工事・福田薫                                                                      | 煙山光紀 | 打倒ヤクルト!今年の主役は俺たちだ!                                        | 中村悠平（2023 ワールド・ベースボール・クラシック日本代表 ヤクルト内野手）                                                                 |
| 第16回 | 2023年2月4日   | 新保友映 笹木かおり | 煙山光紀 | ラジペナ的・プロ野球キャンプの楽しみ方                                    | 中村悠平（2023 ワールド・ベースボール・クラシック日本代表 ヤクルト内野手）                                                                 |
| 第17回 | 2023年2月11日  | 伊集院光 森本稀哲（北海道日本ハムファイターズ・一軍外野守備走塁コーチ）                                                | 煙山光紀 | 伊集院光 ファイターズ沖縄キャンプ直撃スペシャル!                          | 戸郷翔征（2023 ワールド・ベースボール・クラシック日本代表 巨人投手）                                                                       |
| 第18回 | 2023年2月25日  | 宮崎瑠依 荒波翔（宮崎瑠依の夫・元横浜DeNAベイスターズ外野手） 森遥香 袴田彩会 倉持明日香 スピードワゴン・井戸田潤      | 煙山光紀 | 2023シーズン大予想～正解は半年後～                                        | 戸郷翔征（2023 ワールド・ベースボール・クラシック日本代表 巨人投手）                                                                       |
| 第19回 | 2023年3月4日   | 井森美幸 青木源太 宮崎美穂                                                                                             | 煙山光紀 | 目指せ世界一!がんばれ侍ジャパン徹底討論!                                  | 源田壮亮（2020年東京オリンピック、2023 ワールド・ベースボール・クラシック日本代表 埼玉西武内野手）                                         |
| 第20回 | 2023年3月18日  | 井森美幸 笹木かおり 宮崎美穂 新保友映 May'n                                                                            | 煙山光紀 | 2023 ワールド・ベースボール・クラシックでの侍ジャパンの名シーンを振り返る | 井端弘和（2006 ワールド・ベースボール・クラシック日本代表 元中日→巨人 ショウアップナイターレギュラー解説者 2023WBCのグループステージ総括） |
| 第21回 | 2023年3月25日  | 伊集院光 松村邦洋 ますだおかだ・岡田圭右 ビビる大木 里崎智也（ショウアップナイター解説者）                             | 煙山光紀 | 伊集院持ち込み企画・集まれ!野球おじさん・第3弾                            | 谷繁元信（2023WBC全体の総括と、日本の勝因）                                                                                                |

- 2022年10月22日・10月29日:「ニッポン放送ショウアップナイタースペシャル・日本シリーズ・ヤクルト対オリックス（第1・6戦）」実況中継放送のため休止
- 2022年12月24日:第48回ラジオ・チャリティー・ミュージックソン（24日12時から25日12時生放送）のため休止
- 2022年12月31日:事前収録（12月17日生放送終了後に収録のため、出演者は2回連続で同一人物だった）したものを放送。このため通常は内包の交通情報は18:57からの本編終了後に放送された。
- 2023年2月18日:オールナイトニッポン55周年記念 オールナイトニッポン55時間スペシャル（17日18時から20日1時＜=19日25時＞生放送。当該枠のパーソナリティー：秋元康、佐久間宣行）のため休止
- 2023年3月11日:「ニッポン放送ショウアップナイタースペシャル 2023 ワールド・ベースボール・クラシック1次予選プールB・日本ラウンド（東京ドーム）・日本対チェコ戦」実況中継放送のため休止。代替として「ショウアップスポーツ」を17:50-18:00に生放送し、その中で、「侍ジャパンプレーヤー・源田壮亮（後編）」も放送。

##### 2022年のナイターオフ期のレギュラー番組化にあたっての記者会見に出席したプロ野球ファン代表者
（出典：）
- 倉持明日香（元AKB48・タレント、ロッテファン）
- 笹木かおり（フリーアナウンサー、阪神ファン）
- 井戸田潤（スピードワゴン、中日ファン）
- 小沢一敬（スピードワゴン、巨人ファン）
- 袴田彩会（フリーアナウンサー、楽天ファン）
- 松村邦洋（ものまねタレント、阪神ファン）
- 宮崎瑠依（フリーアナウンサー、巨人ファン）
- 森遥香（フリーアナウンサー、西武ファン）
- 倭早希（グラビアアイドル・モデル、広島ファン）

#### 2023年度ナイターオフ
| 放送回 | 放送日         | 出演者 ※（）内は贔屓チーム | メインMC | トークテーマ                                                      | 侍ジャパンプレーヤー インタビューゲスト                                                                    |
| ------ | -------------- | --- | -------- | ----------------------------------------------------------------- | --- |
| 第1回  | 2023年10月7日  | 堀尾正明（阪神） 笹木かおり（阪神） ますだおかだ・岡田圭右（オリックス） 宮城弥生（オリックス・宮城大弥投手の妹）                               | 煙山光紀 |                                                                   | 谷繁元信                                                                                                   |
| 第2回  | 2023年10月14日 | 松村邦洋 倭早希 垣花正 イジリー岡田 | 煙山光紀 | セ・リーグ4強ファンが大集合!どうなる!?クライマックスシリーズ      | 谷繁元信                                                                                                   |
| 第3回  | 2023年11月11日 | 松村邦洋（阪神） 笹木かおり（阪神） ますだおかだ・岡田圭右（オリックス） 塚本恋乃葉（広島・第46回ホリプロタレントスカウトキャラバングランプリ） | 煙山光紀 | 激闘!日本シリーズ～おめでとうタイガース!頑張ったねバファローズ!～ | 牧秀悟（2023WBC・アジアプロ野球チャンピオンシップ（以下アジアCS）日本代表）                                |
| 第4回  | 2023年11月18日 | 西村天裕投手（千葉ロッテマリーンズ） 澤田圭佑投手（千葉ロッテマリーンズ） 和田康士朗選手（千葉ロッテマリーンズ） 倉持明日香（ロッテ）           | 煙山光紀 | まるごと!千葉ロッテスペシャル!                                    | 牧秀悟（2023WBC・アジアプロ野球チャンピオンシップ（以下アジアCS）日本代表）                                |
| 第5回  | 2023年11月25日 | 亀井善行コーチ（読売ジャイアンツ） 大城卓三選手（読売ジャイアンツ） 井森美幸 宮崎瑠依 菖蒲理乃                                                  | 煙山光紀 | とことんジャイアンツスペシャル!                                   | 高橋宏斗（2023WBC日本代表・中日ドラゴンズ）                                                                |
| 第6回  | 2023年12月2日  | スピードワゴン・井戸田潤 May'n つぶやきシロー 沢口愛華                                                                                          | 煙山光紀 | ドラゴンズ大反省会                                                | 高橋宏斗（2023WBC日本代表・中日ドラゴンズ）                                                                |
| 第7回  | 2023年12月8日  | イジリー岡田（巨人） 新保友映（ヤクルト） 宮下純一（中日） 吉田恵美（西武）                                                                     | 煙山光紀 | 来シーズンは我がチームのここに注目!                               | |
| 第8回  | 2023年12月23日 | 松村邦洋（阪神） 宮崎瑠依（巨人） 宮崎美穂（日本ハム）                                                                                          | 煙山光紀 | 野球ファンたちのクリスマス!                                       | |
| 第9回  | 2023年12月30日 | ますだおかだ・増田英彦（阪神） ますだおかだ・岡田圭右（オリックス） スピードワゴン・井戸田潤 袴田彩会 菖蒲理乃 吉田恵美                         | 煙山光紀 | 2023プロ野球重大ニュース                                          | 小園海斗（2023アジアCS日本代表・広島東洋カープ）                                                           |
| 第10回 | 2024年1月6日   | 阪神ファン代表 笹木かおり 堀尾正明 松村邦洋 オリックスファン代表 田口恵美子                                                                     | 煙山光紀 |                                                                   | 小園海斗（2023アジアCS日本代表・広島東洋カープ）                                                           |
| 第11回 | 2024年1月13日  | ぺこぱ・松陰寺太勇（ロッテ） 垣花正（DeNA） 宮崎瑠依（巨人）宮崎美穂（日本ハム）                                                                | 煙山光紀 | 新春 大補強スペシャル                                             | 亀井善行（2023アジアCS日本代表コーチ・読売ジャイアンツ）                                                   |
| 第12回 | 2024年1月20日  | 宮本和知（巨人OB） さまぁ～ず・三村マサカズ 青木源太 菖蒲理乃                                                                                   | 煙山光紀 | 2024ジャイアンツスペシャル                                        | 亀井善行（2023アジアCS日本代表コーチ・読売ジャイアンツ）                                                   |
| 第13回 | 2024年1月27日  | 田口恵美子 新保友映 吉田恵美 廣岡まりあ | 煙山光紀 | 野球好き女子大集合!!                                              | 度会隆輝（2015年・U-15<リトルシニアなどの中学生世代>アジアチャレンジマッチ日本代表・横浜DeNAベイスターズ） |
| 第14回 | 2024年2月10日  | 宮崎美穂（日本ハム） 菖蒲理乃（巨人） 伊集院光（日本ハム） 宮崎瑠依（巨人）                                                                     | 煙山光紀 | プロ野球キャンプスペシャル                                        | 大城卓三（2023年ワールド・ベースボール・クラシック日本代表・読売ジャイアンツ）                             |
| 第15回 | 2024年2月17日  | 笹木かおり（阪神） 垣花正（DeNA） つぶやきシロー（中日）                                                                                        | 煙山光紀 | 私の開幕オーダー発表会                                            | 大城卓三（2023年ワールド・ベースボール・クラシック日本代表・読売ジャイアンツ）                             |
| 第16回 | 2024年2月24日  | イジリー岡田（巨人） 宮崎瑠依（巨人） スピードワゴン・井戸田潤（中日） 廣岡まりあ（中日）                                                       | 煙山光紀 | プロ野球キャンプハイライト                                        | 根本悠楓（2023アジアCS日本代表・北海道日本ハムファイターズ）                                               |
| 第17回 | 2024年3月2日   | 松村邦洋（阪神） ますだおかだ・増田英彦（阪神） 井森美幸（巨人） 倭早希（広島） 吉田恵美（中日） 板野友美（ヤクルト・高橋奎二投手夫人）         | 煙山光紀 | 打倒・阪神 1番手はウチだ!                                         | 根本悠楓（2023アジアCS日本代表・北海道日本ハムファイターズ）                                               |
| 第18回 | 2024年3月9日   | 倉持明日香（ロッテ） カンニング竹山（ソフトバンク） ビビる大木（巨人） 宮下純一（中日）                                                         | 煙山光紀 | 我がチーム、これができたら優勝だ!                                 | 近藤健介（2023WBC日本代表・福岡ソフトバンクホークス）                                                      |
| 第19回 | 2024年3月16日  | 田口恵美子（オリックス） ぺこぱ・松陰寺太勇（ロッテ） 吉田恵美（西武） 宮崎美穂（日本ハム）                                                     | 煙山光紀 | パ・リーグファン集合!今シーズンのパ・リーグを大予想!              | 近藤健介（2023WBC日本代表・福岡ソフトバンクホークス）                                                      |
| 第20回 | 2024年3月23日  | さまぁ～ず・三村マサカズ（巨人） アンガールズ・山根良顕（広島） 垣花正（DeNA） 新保友映（ヤクルト） 笹木かおり（阪神） 沢口愛華（中日）         | 煙山光紀 | 開幕直前2024セ・リーグ大予想！～未来は僕らの手の中～              | 松田宣浩（2015・2019年プレミア12日本代表 2024年度からニッポン放送・KBCラジオ野球解説者）                   |

- 2023年10月21日:「ニッポン放送ショウアップナイタースペシャル・パ・リーグクライマックスシリーズファイナル・オリックス対千葉ロッテ第4戦実況中継」のため休止。ただしこの週は聴取率調査特別編成のため、左記試合が中止・ないしは第3戦で決着していた場合でも別の特番が用意されていたため予め休止にはなっていた（なお本来予定されていたセ・リーグクライマックスシリーズファイナル・阪神対広島戦はこの前日までに阪神が4連勝（うちアドバンテージ1勝分）し優勝が決まっていた）。
- 同10月28日、11月4日:「ニッポン放送ショウアップナイタースペシャル・日本シリーズ・オリックス対阪神実況中継（第1，6戦）」（MBSラジオ制作）のため休止
- 同12月16日:「垣花正 あなたとハッピー!増刊号」（聴取率調査特別編成　17:50-21:00）を放送するため休止
- 2024年2月3日:「伊集院光の集まれ!野球おじさん」（聴取率調査特別編成　17:50-20:00）を放送するため休止。ただし「侍ジャパンプレーヤー・度会隆輝（後編）」は左記番組内で放送

#### 2024年度ナイターオフ
| 放送回 | 放送日         | 出演者 ※（）内は贔屓チーム | メインMC | トークテーマ                                           | 侍ジャパンプレーヤー インタビューゲスト |
| ------ | -------------- | --- | -------- | ------------------------------------------------------ | --------------------------------------- |
| 第1回  | 2024年10月5日  | 宮崎瑠依（巨人） 松村邦洋（阪神） 垣花正（DeNA） 倭早希（広島）                                                                                    | 煙山光紀 | 歴史的な大混戦となった2024シーズンのセ・リーグについて |                                         |
| 第2回  | 2024年10月12日 | 宮城弥生（オリックス） 宮下純一（中日） 吉田恵美 笹木かおり（阪神） 新保友映（ヤクルト）                                                           | 煙山光紀 |                                                        |                                         |
| 第3回  | 2024年11月2日  | 袴田彩会 宮崎瑠依 百道あん 菖蒲理乃 大寺かおり | 煙山光紀 | どうなる?日本シリーズ!                                 |                                         |
| 第4回  | 2024年11月9日  | 垣花正 荒波翔 大寺かおり 宮崎瑠依 笹木かおり せきぐちりさ                                                                                          | 煙山光紀 |                                                        |                                         |
| 第5回  | 2024年11月16日 | 宮崎美穂 宮城弥生 吉田恵美 | 煙山光紀 |                                                        |                                         |
| 第6回  | 2024年11月23日 | 井森美幸 林家三平 勝野みなみ 村田真一 | 煙山光紀 |                                                        |                                         |
| 第6回  | 2024年11月30日 | ぺこぱ・松陰寺太勇 倉持明日香 小鹿原琳乃 岡大海 (千葉ロッテマリーンズ選手) 鈴木昭汰 (千葉ロッテマリーンズ選手) 菊地吏玖 (千葉ロッテマリーンズ選手) | 煙山光紀 |                                                        |                                         |
| 第7回  | 2024年12月7日  | 巨人・オコエ瑠偉選手 巨人・泉口友汰選手 はなわ 林家三平 宮崎瑠依 小山愛理                                                                          | 煙山光紀 |                                                        |                                         |
| 第8回  | 2024年12月21日 | スピードワゴン・井戸田潤 百道あん 廣岡まりあ 沢口愛華                                                                                              | 煙山光紀 |                                                        |                                         |
| 第9回  | 2024年12月28日 | ますだおかだ (増田英彦・岡田圭右） 松村邦洋 宮崎瑠依 青木源太 ホリプロ・南田裕介マネジャー                                                         | 煙山光紀 |                                                        |                                         |
| 第10回 | 2025年1月4日   | ますだおかだ (増田英彦・岡田圭右） 松村邦洋 宮崎瑠依 青木源太 ホリプロ・南田裕介マネジャー                                                         | 煙山光紀 | お年玉争奪新春プロ野球クイズ大会                       |                                         |
| 第11回 | 2025年1月11日  | イジリー岡田 新保友映 宮下純一 せきぐちりさ | 煙山光紀 |                                                        |                                         |
| 第12回 | 2025年1月18日  | 大寺かおり 宮崎美穂 倉持明日香 袴田彩会 ますだおかだ・岡田圭右 吉田恵美                                                                            | 煙山光紀 |                                                        |                                         |
| 第13回 | 2025年1月25日  | はなわ 瀬古利彦 堀尾正明 百道あん | 煙山光紀 |                                                        |                                         |
| 第14回 | 2025年2月1日   | ますだおかだ・増田英彦 笹木かおり 宮城弥生 荒波翔（元DeNA） 小笠原道大（元日本ハム・巨人など）                                                     | 煙山光紀 | 球春到来!キャンプ特集                                  |                                         |
| 第15回 | 2025年2月15日  | ますだおかだ・増田英彦 宮崎瑠依 せきぐちりさ | 煙山光紀 | ラジペナ的!クイズ・伝統の一戦（前半戦）                |                                         |
| 第16回 | 2025年2月22日  | 井森美幸 菖蒲理乃 松村邦洋 | 煙山光紀 | ラジペナ的!クイズ・伝統の一戦（後半戦）                |                                         |
| 第17回 | 2025年3月1日   | 堀尾正明 倉持明日香 宮崎美穂 大寺かおり 勝野みなみ                                                                                                 | 煙山光紀 | 今年もウチはやっぱりAクラス!                           |                                         |
| 第18回 | 2025年3月8日   | 倭早希 塚本恋乃葉 新保友映 百道あん | 煙山光紀 |                                                        |                                         |
| 第19回 | 2025年3月15日  | つぶやきシロー 笹木かおり 渡辺裕太 田口壮 | 煙山光紀 | 野球が、ベースボールが始まるよ!                        |                                         |
| 第20回 | 2025年3月22日  | 髙橋尚成 はなわ 宮崎瑠依 小山愛理 | 煙山光紀 | ジャイアンツ、今年こそ日本一だ!大作戦!!                |                                         |
| 第21回 | 2025年3月29日  | 小笠原道大 林家三平 松村邦洋 スピードワゴン・井戸田潤 ぺこぱ・松陰寺太勇                                                                           | 煙山光紀 |                                                        |                                         |

- 2024年10月19日:『2024年のセントラル・リーグクライマックスシリーズファイナル・読売ジャイアンツ対横浜DeNAベイスターズ戦』第4戦が行われたため休止。18日の第3戦までに決着が付けば巨人軍のセ・リーグ優勝をテーマにした内容の放送が予定されていた。
- 2024年10月26日:『2024年の日本シリーズ・横浜DeNAベイスターズ対福岡ソフトバンクホークス戦』第1戦が行われたため休止。但しこの週は聴取率調査特別編成のため、試合中止時でも放送休止となっていた。なお11月2日も上記の第6戦が行われれば休止予定だったが、雨天のため中止・順延となったため、急遽生放送された。
- 2024年12月14日：聴取率調査特別編成による『Kis-My-Ft2のオールナイトニッポンPremium～ラジオ・チャリティ・ミュージックソンスペシャル』を編成するため休止。
- 第10回は第9回の放送終了後に同じキャスティングにより事前収録した。